# 佐佐木哲英
佐佐木哲英（日语：／ Sasaki Tetsuhide，1945年6月6日—），日本男子举重运动员。他曾代表日本参加1966年亚洲运动会举重比赛，获得一枚银牌。他也曾参加1972年夏季奥林匹克运动会。